# Stillmatic
A Stillmatic az amerikai rapper Nas ötödik stúdióalbuma, amely 2001. december 18-án jelent meg az Egyesült Államokban. Előző gengszter rap-témáival ellentétben Nas ezen a lemezen társadalmilag öntudatos és filozófiai témákat állít előtérbe, hasonlóan, mint az Illmatic (1994) című lemezén. Nas szövegeiben a gettó élettel, az USA hazai és külföldi politikájával, valamint a Jay-Z-vel folytatott viszályával foglalkozik.
A Stillmatic kereskedelmi, valamint kritikai siker is volt és segített helyreállítani Nas karrierjét az olyan csalódást okozott kiadások után, mint amilyen az I Am… és a Nastradamus (1999) volt. Az 5. helyen nyitott a Billboard 200 listán és 1.7 millió darabot adtak el belőle 2002 novemberéig. Kiadása után általában pozitív kritikákat kapott, a zenei elemzők összesített véleménye alapján 69/100-ra áll a Metacritic nevű oldalon. A Stillmatic a The Source magazintól megkapta a klasszikus 5 mikrofonos értékelést.

## Keletkezése

### Háttér
Miután kritikai elismerést nyert a klasszikus debütáló albumával az Illmatic-el 1994-ben, Nas imidzse ezután gyorsan romlott, az Illmatic lemezen is hallható filozofikus témáit gengszter rapre váltotta, a hangzás pedig kommersz-irányba terelődött a későbbi lemezein. Míg a második albuma, az It Was Written meglehetősen pozitív kritikákat kapott és bemutatta őt a nagyközönségnek, az ezt követő I Am… és Nastradamus lemezeket már középszerűnek titulálták a zenei elemzők. Néhányan azzal kritizálták, hogy nem képes folytatni a sikereit, de leginkább Jay-Z támadta, "Takeover" című számában többek közt azzal vádolta, hogy "tíz év alatt csak egy jó albumot sikerült összehoznia". A Stillmatic megjelentetése kísérlet volt arra, hogy Nas visszaállítsa hitelességét a hiphop szcénában és ahogy a cím is sugallja, ott folytassa, ahol az Illmatic-el abbahagyta.

### Viszály Jay-Z-vel
Jay-Z legelőször a "Takeover" című számában támadta Nas-t, a dal a The Blueprint című 2001 szeptemberében megjelent albumán szerepelt. A Stillmatic-on Nas az "Ether" című számban válaszolt, arra célozgatva, hogy Jay-Z szövegeket lopott Notorious B.I.G.-től, mivel kifogyott az ötletekből és többek közt nőgyülőlő is. Több hiphop rajongó is azt állítja, hogy Nas nyerte meg a csatát ezzel a számmal, mivel sokkal kegyetlenebb és könyörtelenebb volt mint a "Takeover", bár ez még mindig vita tárgyát képezi a hiphop körökben. Jay-Z erre a dalra a "Supa Ugly"-val válaszolt.

## Megjelenése és fogadtatása
A Stillmatic első kislemeze a "Rule" volt, az R&B énekes Amerie közreműködésével. Nem promotálták túlságosan, mégis elérte a 67. helyet a Hot R&B/Hip-Hop Singles & Tracks listán. Nem forgattak hozzá videóklipet, csak CD-n adták ki, így sokan nem is szereztek róla tudomást. Ezután a "Got Ur Self A..." dalt adták ki, erről sokan azt hitték, hogy a Stillmatic első kislemeze. A dal tartalmazza az HBO csatorna Maffiózók című sorozatának főcímzenéjének hangmintáját. A harmadik kislemez az "One Mic", amely tartalmat és videóját illetően is nagy elismerésben részesült.
Az album sikere segített feléleszteni Nas karrierjét, ahogy az azóta is megjelentett kritikai és közönségileg is elismert albumok mutatják. A Stillmatic 5 mikrofonos értékelést kapott a The Source magazintól-ezt a minősítést csak a klasszikus hiphop albumok kapják. Ennek következtében lett Nas olyan kevés előadóknak az egyike, akiknek egyszerre két albumuk is 5 mikrofont kapott. 2005-ben szerepelt a Rolling Stone magazin Top 100 Albuma és Chris Rock Minden Idők Top 25 Legjobb Hiphop Albuma listáján.

## Dalok listája
| #  | Cím                                | Hossz | Előadó(k)                              | Producer(ek)                         | Sample(k) |
| -- | ---------------------------------- | ----- | -------------------------------------- | ------------------------------------ | --- |
| 1  | "Stillmatic (The Intro)"           | 2:11  | Nas                                    | Hangmen 3                            | - Contains samples from "Let Me Be Your Angel" by Stacy Lattisaw, written by Narada Michael Walden and Benny Hull                                                                                                   |
| 2  | "Ether"                            | 4:37  | Nas                                    | Ron Browz                            | - Contains samples from "Fuck Friendz" by 2Pac, written by Tupac Shakur - Contains samples from "Who Shot Ya?" by The Notorious B.I.G., written by Christopher Wallace                                              |
| 3  | "Got Ur Self A..."                 | 3:48  | Nas                                    | Megahertz Music Group                | - Contains samples from "Woke Up This Morning" by Alabama 3, written by Chester Arthur Burnett, Simon Edwards, Piers Marsh, Rob Spragg and Jake Black                                                               |
| 4  | "Smokin'"                          | 3:47  | Nas                                    | Nas & Precision                      | |
| 5  | "You're Da Man"                    | 3:26  | Nas                                    | Large Professor                      | - Contains samples from "Sugar Man" by Sixto Diaz Rodriguez, sometimes misattributed to DJ David Holmes - Contains samples from "Theme from Exodus" as written by Pat Boone & Ernest Gold                           |
| 6  | "Rewind"                           | 2:13  | Nas                                    | Large Professor                      | - Contains samples from "It's Yours" by T La Rock, written by Rick Rubin and Kevin Keaton - Contains samples from "Monkey Island" by The J. Geils Band - Contains samples from "I'm Not Rough" by The J. Geils Band |
| 7  | "One Mic"                          | 4:28  | Nas                                    | Nas & Chucky Thompson for The Hitmen | - Contains samples from "In the Air Tonight" by Phil Collins - Contains samples from "I'm Gonna Love You Just a Little More Baby" (Drums) by Barry White                                                            |
| 8  | "2nd Childhood"                    | 3:51  | Nas                                    | DJ Premier                           | - Contains samples from "Born to Love" by Peabo Bryson & Roberta Flack, written by Peabo Bryson - Contains samples from "Da Bridge 2001" by QB's Finest - Contains samples from "N.Y. State of Mind Pt. II" by Nas  |
| 9  | "Destroy & Rebuild"                | 5:24  | Nas                                    | Baby Paul & Mike Risko               | - Contains samples from "The Bridge is Over" by Boogie Down Productions, written by Lawrence Parker and Scott La Rock                                                                                               |
| 10 | "The Flyest"                       | 4:38  | Nas (feat. AZ)                         | L.E.S.                               | - Contains samples from "Child of Tomorrow" by Badder Than Evil |
| 11 | "Braveheart Party"                 | 3:43  | Nas (feat. Mary J.Blige, Jungle & Wiz) | Trackmasters Entertainment           | |
| 12 | "Rule"                             | 4:32  | Nas (feat. Amerie)                     | Trackmasters Entertainment           | - Contains samples from "Everybody Wants to Rule the World" by Tears for Fears, written by Chris Hughes, Roland Orzabal, and Ian Stanley                                                                            |
| 13 | "My Country"                       | 5:12  | Nas (feat. Millennium Thug)            | Lofey                                | |
| 14 | "What Goes Around"                 | 4:59  | Nas (feat. Keon Bryce)                 | Salaam Remi                          | |
| 15 | "Every Ghetto"                     | 3:28  | Nas (feat. Blitz)                      | L.E.S.                               | - Contains samples from "Main Title" (The Eiger Sanction) by John Williams |
| 16 | "No Idea's Original (bonus track)" | 4:04  | Nas                                    | Alchemist                            | |
| 17 | "Everybody's Crazy (bonus track)"  | 3:40  | Nas                                    | Rockwilder                           | |

Jegyzetek
- A "My Country" című szám második versszakában Millennium Thug, a harmadik versszakban Nas-el megosztva, de ez nincs feltüntetve a dallistán.
- Az albumon eredetileg a "Braveheart Party" című dal is szerepelt Mary J. Blige és a Bravehearts közreműködésével. A tizenegyedik dal volt a "The Flyest" és a "Rule" között. Ezt a későbbi kiadásokon Blige kérésére eltávolították, mert Swizz Beatz rossz vokálokat kevert a dalra.[19]
- A japán kiadás további három dalt is tartalmazott, amelyeknek "No Idea's Original", "Everybody's Crazy" és "Black Zombies" volt a címe. Ezek később Nas válogatásalbumán a 2002-ben kiadott The Lost Tapes-en is helyet kaptak.
- A Stillmatic limitált kiadása tartalmazott egy bónusz CD-t, amin a The Lost Tapes öt száma szerepelt.

## Lista helyezések
Album
| Lista (2002)                | Helyezés |
| --------------------------- | -------- |
| U.S. Billboard 200          | 5        |
| U.S. Top R&B/Hip Hop Albums | 1        |

Kislemezek
| Év   | Dal                | Lista helyezés    | Lista helyezés                   | Lista helyezés  | Lista helyezés   |
| Év   | Dal                | Billboard Hot 100 | Hot R&B/Hip-Hop Singles & Tracks | Hot Rap Singles | UK Singles Chart |
| 2002 | "Got Ur Self A..." | 87                | 37                               | 2               |                  |
| 2002 | "Ether"            | -                 | 50                               | -               | -                |
| 2002 | "One Mic"          | 43                | 14                               | 10              | -                |
| 2002 | "Rule"             | -                 | 67                               | -               | -                |

## Közreműködők
A Stillmatic készítőinek listája az AllMusic oldalról származik.
| - Pablo Arraya – asszisztens mérnök - AZ – előadó - Baby Paul – producer, hangszerelés - Mary J. Blige – előadó - Osie Bowe – hangmérnök - Ron Browz – producer - Keon Bryce – vokál (bckgr) - Kevin Crouse – hangmérnök, keverés - Alex Dixon – asszisztens mérnök - DJ Premier – producer, keverés - Chris Feldman – művészeti rendezés, design - Steve Fisher – asszisztens mérnök - Tameka Foster – stylist - Chris Gehringer – mastering - Malcolm Gold – A&R asszisztens - Bryan Golder – hangmérnök | - Jason Goldstein – keverés - Paul Gregory – asszisztens mérnök - Dustin Jones – executive producer - Will Kennedy – képalkotó - Large Professor – producer - Nas – performer, producer - Alex Ndione – asszisztens mérnök - Lenny "Linen" Nicholson – A&R - Jake Ninan – asszisztens mérnök - James Porte – hangmérnök - Ismel Ramos – asszisztens mérnök - Salaam Remi – orgona, basszus, gitár, ütőhangszer, dobok, producer, Fender rhodes - Mike "Wrekka" Risko – producer, zenész - Eddie Sancho – keverés - Chucky Thompson – producer - Sacha Waldman – fényképezés |